# Trachichthys australis
Trachichthys australis är en fiskart som beskrevs av Shaw, 1799. Trachichthys australis ingår i släktet Trachichthys och familjen Trachichthyidae. Inga underarter finns listade i Catalogue of Life.